# Operación Sangaris

Mapa de fuerzas desplegadas en C.A.R. en 2014

La Operación Sangaris fue una intervención militar de las Fuerzas Armadas francesas en la República Centroafricana, desde finales de 2013 hasta 2016. Fue la séptima intervención militar francesa allí desde la independencia del país en 1960. El 30 de octubre de 2016 , Francia anunció que finalizó oficialmente la Operación Sangaris.

## Nombre
Según Jean-Vincent Brisset, director de investigación del IRIS, el nombre de la operación hace referencia a la mariposa africana Cymothoe Sangaris, porque: "una mariposa no es mala, no dura mucho, se considera bonita y políticamente correcta".
Pero el nombre no es tan políticamente correcto como parece, porque "Sangaris" era también, según Plutarco, el nombre de un río enrojecido por la sangre de las amazonas asesinadas en sus orillas por Aquiles y sus compañeros, tomando su nombre de un antiguo dios.

## Trasfondo
Antigua colonia francesa, la República Centroafricana fue gobernada por François Bozizé desde 2003 (tras un golpe de Estado) hasta el 24 de marzo de 2013, cuando fue derrocado por los rebeldes Séléka, que tomaron el palacio presidencial. 
La Séléka es una coalición étnica de grupos rebeldes de origen religioso musulmán formada en agosto de 2012 para desalojar al presidente del poder. El grupo está dirigido por Michel Djotodia, y las acusaciones de financiación se dirigen a los estados musulmanes vecinos: Sudán y Chad.
Tras el derrocamiento de Bozizé y la toma del palacio presidencial, Michel Djotodia se autoproclamó presidente, el primer presidente musulmán de este país de mayoría cristiana. Los soldados de la Seleka son en su mayoría musulmanes en un sur predominantemente cristiano. 
Después de que se denunciaran numerosos abusos, Michel Djotodia, que llevaba varios meses en el poder, decidió disolver la Seleka, pero sin ningún cambio notable, ya que la rebelión se mantuvo en el terreno y el gobierno se mostró incapaz de restablecer las instituciones.
Mientras aumentaban los ataques contra la población cristiana y Francia hablaba del riesgo de genocidio, los combates entre las milicias cristianas de autodefensa llamadas Antibalakas y los ex Seleka aumentaron a partir de octubre de 2013 y el Estado ya no pudo mantener el orden.
El 5 de diciembre de 2013, mediante la Resolución 2 127, el Consejo de Seguridad de la ONU autorizó por unanimidad el "despliegue de la Misión Internacional de Apoyo a la República Centroafricana (MISCA) por un período de 12 meses" para poner fin a la "ruptura total del orden público, la ausencia del Estado de Derecho y las tensiones interconfesionales". La MISCA cuenta con el apoyo de fuerzas francesas autorizadas a tomar "todas las medidas necesarias".

## Cronología
Tras la adopción por unanimidad de la Resolución 2.127 del Consejo de Seguridad de la ONU, Sangaris comenzó oficialmente en la noche del 5 al 6 de diciembre con la llegada a Bangui del general Francisco Soriano, al mando de la operación. 24 horas después del lanzamiento de la Operación Sangaris, las tropas francesas en la República Centroafricana se duplicaron hasta alcanzar los 1.200 efectivos. En un principio, la operación se dedicó a asegurar el acceso al aeropuerto de M'Poko, donde casi 2.000 centroafricanos se habían refugiado de los combates.
Del 5 al 8 de diciembre de 2013, cuando el ejército francés comenzó su despliegue, Bangui, la capital de la República Centroafricana, fue escenario de violentos combates entre los Seleka, de mayoría musulmana, y los Anti-Balaka, de mayoría cristiana. Según Amnistía Internacional, en dos días han muerto unos 1.000 cristianos y 60 musulmanes en los combates y masacres.
El 8 de diciembre de 2013, el ministro de Defensa, Jean-Yves Le Drian, anunció que las operaciones de desarme contra los grupos armados comenzarían al día siguiente, lunes 9 de diciembre. Recordó los tres objetivos de la intervención francesa en la República Centroafricana: "establecer un mínimo de seguridad y permitir la entrega de ayuda humanitaria, permitir la intervención de la misión africana y poner en marcha un proceso democrático".
El mes de diciembre de 2013 estuvo marcado por varios enfrentamientos violentos con las fuerzas de Séléka.  En la noche del 9 al 10 de diciembre, un enfrentamiento cerca del aeropuerto internacional de Bangui entre fuerzas francesas y hombres armados provocó la muerte de dos soldados franceses. Según un comunicado del Ministerio de Defensa francés, una sección de la fuerza Sangaris fue atacada poco antes de la medianoche a muy corta distancia por individuos que portaban armas de infantería ligera durante una patrulla en Bangui. Los soldados franceses respondieron inmediatamente al fuego. Durante el intercambio de disparos, los soldados Nicolas Vokaer y Antoine Le Quinio resultaron gravemente heridos y posteriormente murieron a causa de sus heridas. El 10 de diciembre, el general Mahamat Saleh, antiguo jefe de Estado Mayor de las fuerzas de la Seleka, es asesinado en el distrito de Miskine por soldados franceses cuando su vehículo intenta cruzar un control de carretera. En la mañana del 22 de diciembre, tres hombres de Seleka son asesinados por soldados franceses durante una operación de desarme.
A principios de 2014 se incrementaron las fuerzas desplegadas, y en enero la fuerza africana MISCA aumentó sus efectivos a más de 4.400 hombres, mientras que Francia lo hizo a 2.000 hombres sobre el terreno.El 10 de enero, en Ndjamena, el presidente Michel Djotodia, miembro de la Seleka, presentó su dimisión, seguida de la de su primer ministro Nicolas Tiangaye.
El 23 de febrero de 2014, en la región de Bouar, a 400 km al oeste de Bangui, un vehículo blindado ligero con 3 soldados a bordo sufrió un accidente de tráfico. Tres soldados resultaron heridos, uno de ellos de gravedad. A pesar de los cuidados prestados por sus compañeros y luego por el médico del equipo sanitario que llegó poco después, éste murió a causa de sus heridas. Es cabo del Regimiento de Infantería de Marina (RICM) de Poitiers.
A pesar de las operaciones de desarme previstas para desarmar tanto a los Anti-balaka como a los Seleka, los Anti-balaka siguen perpetrando varias masacres y asesinatos contra civiles musulmanes y contra los Seleka que el ejército francés ha desarmado. Esta violencia provocó un éxodo masivo de la población musulmana de la región. Escoltada por los convoyes de la MISCA, la población musulmana fue evacuada progresivamente de Bangui y huyó hacia el norte de la República Centroafricana y hacia el Chad. A principios de marzo, Valerie Amos, Secretaria General Adjunta de la ONU para Asuntos Humanitarios, declaró que la población musulmana de Bangui se había reducido a unas 900 personas, de 130.000 a 145.000.
En marzo, los franceses emprenden varias operaciones de desarme contra los anti-balaka en Bangui. A finales de mes, los anti-balaka atacan el gran mercado PK5, donde se atrincheran los últimos musulmanes de Bangui. Las fuerzas africanas de la MISCA y los franceses de la operación Sangaris repelen a los asaltantes en varias ocasiones, pero no consiguen evitar varios asesinatos.
Mientras que, hasta finales de 2014, la República Centroafricana será escenario de numerosos enfrentamientos armados y de varias exacciones cometidas contra las poblaciones cristianas o musulmanas, las fuerzas armadas francesas y africanas (MICSA) continúan su misión de desarme y apaciguamiento.

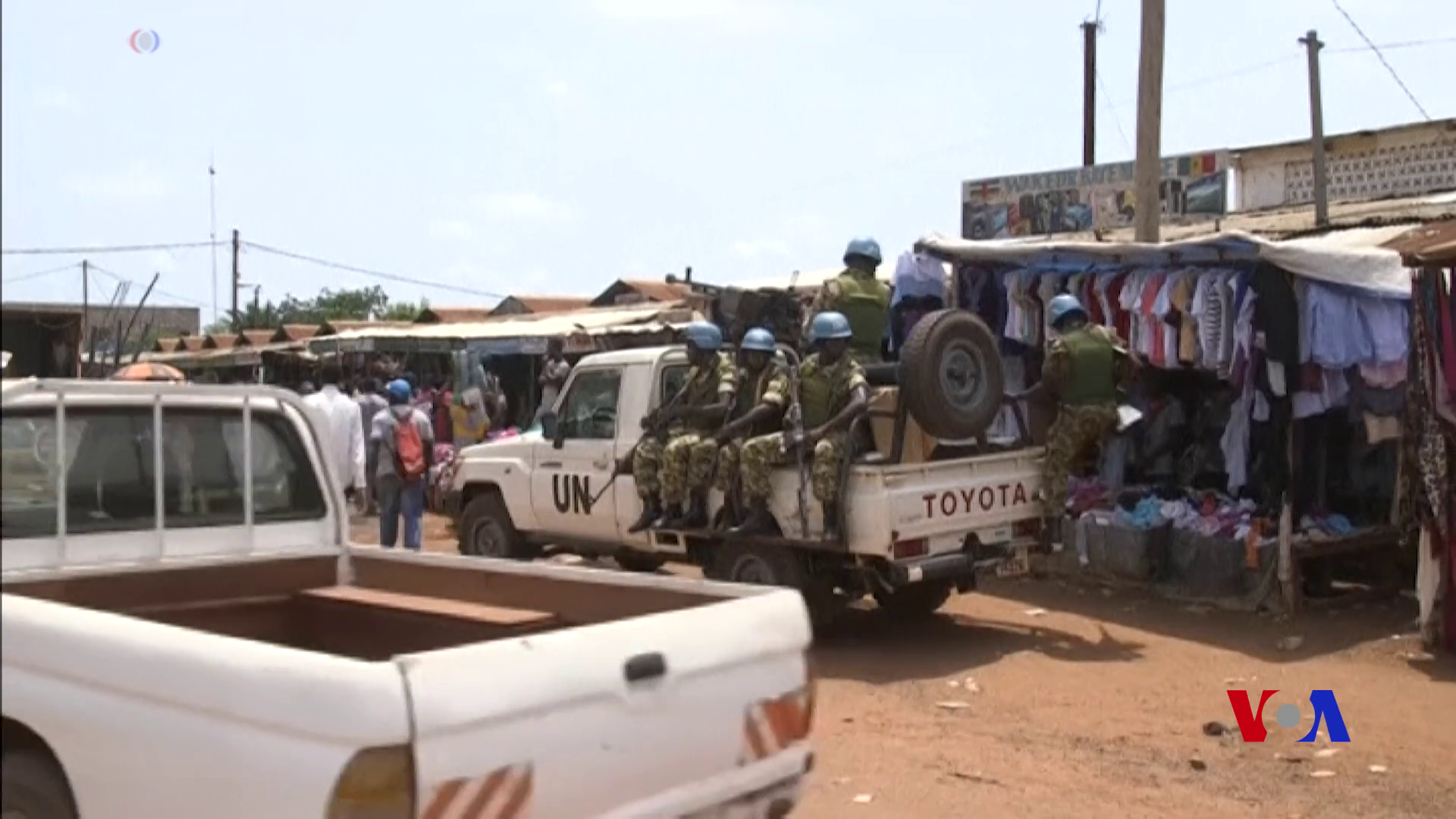

En junio de 2015, Francia retiró gran parte de sus fuerzas, y el número de efectivos pasó de 1.700 a 900 a finales de mes, dando paso a la misión de mantenimiento de la paz MINUSCA (Misión Multidimensional Integrada de Estabilización de las Naciones Unidas en la República Centroafricana).